# The Child Crusoes
The Child Crusoes és una pel·lícula muda de la Vitagraph dirigida per Van Dyke Brooke i protagonitzada per Tefft Johnson, Kenneth Casey i Adele DeGarde. Basada en un guió de Marison Ziegfeld, la pel·lícula, d’una bobina, es va estrenar el 13 de setembre de 1911.

## Argument
Jack és un petit orfe ansiós de convertir-se en mariner i, tot i que el capità Rhines es nega a portar-lo a bord del seu vaixell, aconsegueix colar-se com a polissó. Quan el vaixell ja es troba a mar obert és descobert i està a punt de ser castigat però May, la filla del capità, intercedeix per ell. Més tard una terrible tempesta els colpeja i el vaixell naufraga. El capità, amb l’ajut de Jack, construeix una petita balsa en la que embarquen amb May i es dirigeixen cap a una illa que albiren a la llunyania. Després d’anar a la deriva durant moltes hores, finalment hi arriben. Allà viu una tribu salvatge caníbal. El capità, obrint-se camí per una costa rocosa, ensopega i queda destrossat entre les roques. El petit Jack i el May ara es queden sols i junts aconsegueixen construir un refugi. Fan foc per cuinar i el fum atreu l’atenció dels salvatges de l’illa. Jack, agafa el seu rifle i aconsegueix matar el cap de la tribu. Un oficial de l'exèrcit americà que es troba a l’illa sent els trets i juntament amb els seus homes rescaten els dos petits i els retornen a casa.

## Repartiment
- Tefft Johnson (Capità Rhines)
- Kenneth Casey (Jack el polissó)
- Adele DeGarde (May, la filla del capità)
- Leo Delaney
- Norma Talmadge
- Ralph Ince
- Edith Storey
- Helene Costello
- Dolores Costello
- William Shea